# El monstre
|  | Per a altres significats, vegeu «El monstre (pel·lícula)». |

El monstre (originalment en francès, Le Monstre) és una sèrie de televisió dramàtica canadenca de sis capítols, que es va emetre per primera vegada el 2019. Dirigida per Patrice Sauvé, es va emetre entre el 21 de febrer i el 28 de març de 2019. Es tracta d'una adaptació de la novel·la homònima d'Ingrid Falaise. El 4 d'agost de 2021 va estrenar-se el doblatge al valencià a À Punt.

## Sinopsi
Sophie s'enamora d’un jove captivador amb 18 anys. Després de la seua trobada, res serà més important que estar amb el seu amant. Molt prompte, el seu somni d’una vida de conte de fades fa un tomb, marcat per la desafortunada relació amb M: M de ‘maníac’, M de ‘manipulador’, M de ‘monstre’. Després de quasi tres anys d'abusos, finalment trobarà la força per a reclamar la seua llibertat.

## Repartiment
- Mehdi Meskar: M
- Rose Marie Perreault: Sofia
- Maude Demers-Rivard: Victoria
- Eva Tanoni: Lilian
- Masha Limonchik
- Jean-François Pichette